# Gewone spekkever
De gewone spekkever (Dermestes lardarius) is een kever uit de familie spektorren (Dermestidae). De wetenschappelijke naam van de soort werd in 1758 gepubliceerd door Carl Linnaeus.

## Algemeen
Deze kever wordt beschouwd als plaaginsect omdat hij zowel als larve als als kever alles eet wat dierlijk en droog is, zoals botten, materiaal in wespen- en vogelnesten, gedroogd honden- en kattenvoer en kaas, maar ook huiden en opgezette dieren. Bovendien graaft de larve gangen waardoor grote schade kan ontstaan aan bijvoorbeeld collecties opgezette dieren.

## Voorkomen
De spekkever komt voor in grote delen van Europa, maar is over de hele wereld verspreid, en komt voornamelijk voor in de buurt van menselijke bewoning. Hij is vaak te vinden in droge en donkere omgevingen. De voor de ontwikkeling van de larven optimale temperatuur is ongeveer 20 graden.

## Kenmerken
De kever wordt ongeveer 7 tot 9 millimeter lang en is langwerpig van vorm. De kleur is bruin tot bijna zwart, maar de bovenste helft van het achterlijf, naar de kop toe, is duidelijk lichter gekleurd; lichtbruin tot rood of geel. Dit lichtere deel heeft zeer grillige randen en is vaak in de basiskleur gevlekt. De onderzijde is zwart en heeft een fijne, fluweelachtige beharing. De larve is worm-achtig, maar heeft een zeer lange en stekelige beharing en is duidelijk gesegmenteerd. De larve wordt iets langer tot 15 millimeter en vervelt een aantal keer; vaak zijn het de oude larvehuidjes die erop wijzen dat een ruimte besmet is met de spekkever.

## Ontwikkeling

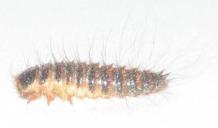
Larve

De kever legt meer dan 100 eitjes, tot wel 800, die worden afgezet in of bij geschikt voedsel voor de larve, zoals in proviandkasten. De ontwikkeling hangt af van het voedselaanbod en de temperatuur; meestal duurt de ontwikkeling 2 tot 3 maanden, soms slechts anderhalve maand. In de meeste gevallen is er maar een generatie per jaar, als de omstandigheden optimaal zijn kunnen er wel zes generaties binnen een jaar tot ontwikkeling komen. De meeste schade ontstaat als de larve gaat verpoppen; deze boort zich diep in allerlei objecten om zich te beschermen gedurende de poptijd, die varieert van drie dagen tot twee weken.

## Bestrijding
Omdat ook dode insecten, dode spinnen en menselijke huidschilfers en haar worden gegeten, bevinden veel larven zich in de onmogelijkste hoekjes en kiertjes. De bestrijding hangt af van de plaats van overlast; het is niet verstandig om met gif te werken in de proviandkast terwijl gif bij collecties opgezette dieren juist het beste is. Een goede hygiëne is de belangrijkste preventieve maatregel, bij besmetting is het soms zeer moeilijk om er weer vanaf te komen, met name in grote opslagplaatsen of grote keukens.